# Lexias pardalis
Lexias pardalis es una especie de Lepidoptera de la familia Nymphalidae (subfamilia Limenitidinae) del género Lexias.

## Subespecies
- Lexias pardalis pardalis; Casteleyn, 2004, Butterflies of the world, 18: 6
- Lexias pardalis jadeitina (Fruhstorfer, 1913)
- Lexias pardalis eleanor; (Fruhstorfer, 1898)
- Lexias pardalis nephritica (Fruhstorfer, 1913)
- Lexias pardalis nasiensis (Tsukada, 1991)
- Lexias pardalis gigantea (Fruhstorfer, 1898)
- Lexias pardalis pallidulus (Tsukada, 1991)
- Lexias pardalis dirteana (Corbet, 1941)
- Lexias pardalis ritsemae (Fruhstorfer, 1905)
- Lexias pardalis silawa (Fruhstorfer, 1913)
- Lexias pardalis nigricans (Hanafusa, 1989)
- Lexias pardalis borneensis (Tsukada, 1991)
- Lexias pardalis cavarna (Fruhstorfer, 1913)
- Lexias pardalis tethys (Tsukada, 1991)
- Lexias pardalis ellora (Fruhstorfer, 1898)

## Localización
Esta especie y subespecie de Lepidoptera se localiza en la India, sur de China, Laos, Vietnam, Sumatra, Singapur, Borneo, Karimata, Belitung, Bangka y Filipinas.